# Шиллер, Юрий Андреевич
Ю́рий Андре́евич Ши́ллер (13 августа 1942, Оха, Сахалинская область — 17 марта 2019, Новосибирск) — советский и российский кинорежиссёр, автор более 60 документальных и игровых фильмов, многократный призёр российских и международных кинофестивалей. Заслуженный деятель искусств Российской Федерации (1992), лауреат Государственной премии Российской Федерации (1999).

## Биография
Родился 13 августа 1942 года в Охе Сахалинской области. Поступил на режиссёрский факультет ВГИКа в мастерскую игрового фильма Григория Чухрая сразу после армии, первый свой документальный фильм «Песни без слов» снял, находясь на летней практике на Дальнем Востоке. После окончания института в 1969 году работал на студии «Центрнаучфильм» в Москве, в Алма-Ате на киностудии «Казахфильм».
В Новосибирск приехал в 1975 году ненадолго — на пять лет, рассчитывая впоследствии переехать в Москву «на игровое кино», а остался на всю жизнь. Здесь он стал снимать документальные фильмы, почти все они о людях сибирской провинции. Одно из любимых направлений режиссёра — тема детства. Работал на «НовосибирскТелефильме», затем на Западно-сибирской киностудии, впоследствии у него появилась собственная студия. В разное время работал с операторами Сергеем Чавчавадзе, Петром Сидневым, Анатолием Рудневым, Владимиром Лапиным, последние фильмы сняты новосибирским кинооператором Игорем Тирским. В Новосибирске Шиллеру присвоено звание «Человек 20-го столетия».
Полнометражный художественный фильм Шиллера «Воробей» стал единственной российской картиной, участвовавшей в основном конкурсе XXXII Московского международного кинофестиваля в 2010 году.
Ю. А. Шиллер скончался 17 марта 2019 года. Похоронен на Заельцовском кладбище Новосибирска.
Фильмы Ю. Шиллера признаны классикой отечественного и мирового документального кино, они хранятся в библиотеке Конгресса США, в архивах Гостелерадио на Шаболовке и Госфильмофонда РФ, по ним преподают во ВГИКе.
Жена кинорежиссер Ерназарова Раиса Мулдашевна

## Фильмография
Режиссёр
- 1970 — Рыбаки
- 1971 — Необычный день
- 1976 — Дояр из Локтенка
- 1976 — Жить на земле
- 1976 — Море Обское
- 1977 — Академик Яншин
- 1977 — Возвращение на Таймыр
- 1978 — Долг каждого
- 1978 — Дорога на Уренгой
- 1979 — Воплощение
- 1979 — Рассказы дяди Миши
- 1979 — Страна моя оленья
- 1979 — Ташаринские капитаны
- 1980 — Любимые твои ученики
- 1980 — Музыка и слова народные
- 1980 — Следующая станция — Сибирская…
- 1981 — Беспокойная должность
- 1981 — Ветераны
- 1981 — Ночная смена
- 1982 — В тундре
- 1982 — Дело каждого дня
- 1982 — Призван на военную службу
- 1983 — Аллюр три креста
- 1983 — Лесная дорога
- 1983 — Такое короткое лето
- 1984 — Эхо проходящих поездов
- 1984 — Физкульт — ура!
- 1985 — Встречи в Арктике
- 1986 — Батя
- 1986 — Гармонисты
- 1986 — На берегах большой реки
- 1987 — Такая музыка была
- 1988 — Жизнь как жизнь
- 1988 — Жилмассив
- 1989 — Бухта Юргенса
- 1989 — Плясуны (телевизионный)
- 1989 — Флейта
- 1990 — Бухта Юргенса
- 1990 — Живы будем…
- 1990 — Круг любви
- 1991 — Игра в прятки
- 1991 — Когда открывается небо
- 1992 — Крестьянские дети
- 1992 — Недаром помнит вся Россия
- 1993 — Искра божья
- 1994 — Вечерний звон
- 1994 — Всё впереди. (Призвание)
- 1994 — Танго соловья
- 1995 — Оркестр
- 1995 — Осенний свет
- 1996 — Улица
- 1997 — Грешный человек
- 1997 — Родная сторона
- 1998 — Дал Бог день…
- 1998 — Полёт шмеля
- 1999 — Время кукушки
- 2000 — Русское пространство
- 2000 — Уличный музыкант
- 2001 — Живи и радуйся
- 2001 — Привет из Сибири!
- 2003 — Падение Икара
- 2004 — Стихи и проза (видео)
- 2005 — В Затоне (видео)
- 2005 — Сорванец
- 2006 — Карасук
- 2010 — Воробей
- 2012 — Праздник
- 2013 — Крестьянские дети
- 2015 — Мелодия

Сценарист
- 1980 — Музыка и слова народные
- 1984 — Физкульт — ура!
- 1984 — Эхо проходящих поездов
- 1987 — Такая музыка была
- 1988 — Жилмассив
- 1989 — Бухта Юргенса
- 1989 — Флейта
- 1990 — Живы будем
- 1991 — Игра в прятки
- 1991 — Когда открывается небо
- 1992 — Крестьянские дети
- 1992 — Недаром помнит вся Россия
- 1993 — Вечерний звон
- 1993 — Искра божья
- 1994 — Все впереди
- 1994 — Танго соловья
- 1995 — Оркестр
- 1995 — Осенний свет
- 1996 — Улица
- 1997 — Грешный человек
- 1997 — Родная сторона
- 1998 — Дал Бог день…
- 1998 — Полёт шмеля
- 1999 — Время кукушки
- 2000 — Русское пространство
- 2000 — Уличный музыкант
- 2001 — Живи и радуйся
- 2001 — Привет из Сибири!
- 2003 — Падение Икара
- 2004 — Стихи и проза
- 2005 — В Затоне
- 2005 — Сорванец
- 2006 — Карасук
- 2010 — Воробей
- 2012 — Праздник
- 2013 — Крестьянские дети
- 2015 — Мелодия

## Призы и премии
- 1991 — ОКФ неигрового кино «Россия» в Екатеринбурге (Второй приз в конкурсе полнометражных фильмов, фильм «Живы будем…»)
- 1992 — ОКФ неигрового кино «Россия» в Екатеринбурге (Приз критики, фильм «Когда открывается небо»)
- 1992 — Заслуженный деятель искусств Российской Федерации (28 декабря 1992) — за заслуги в области искусства[7]
- 1993 — ОКФ неигрового кино «Россия» в Екатеринбурге (Первый приз в конкурсе к/м фильмов, фильм «Искра Божья»)
- 1994 — ОКФ неигрового кино «Россия» в Екатеринбурге (Приз за лучший полнометражный фильм, фильм «Вечерний звон»)
- 1994 — МКФ к/м фильмов в Кракове (Приз «Золотой Дракон», фильм «Искра божья»)
- 1997 — МКФ «Послание к человеку» (Специальный приз жюри, фильм «Родная сторона»)
- 1998 — МКФ к/м фильмов в Кракове (Приз «Золотой Дракон», фильм «Грешный человек»)
- 1999 — МКФ славянских и православных народов «Золотой Витязь» (Приз «Бронзовый Витязь» за лучший документальный фильм, фильм «Полёт шмеля»)
- 1999 — Государственная премия Российской Федерации 1998 года в области киноискусства (4 июня 1999) — за документальные фильмы последних лет: «Родная сторона», «Грешный человек», «Полёт шмеля»[8]
- 2000 — МКФ нового документального кино «Флаэртиана» в Перми (Приз зрительских симпатий, фильм «Полёт шмеля»)
- 2000 — МКФ нового документального кино «Флаэртиана» в Перми (Приз за лучший короткометражный фильм, фильм «Полёт шмеля»)
- 2003 — Премия «Лавр» (За лучший короткометражный документальный фильм на плёнке, фильм «Падение Икара»)
- 2010 — Главный приз XXII Всероссийского Шукшинского кинофестиваля (Алтай, 2010)
- 2010 — Главный приз II Открытого российского ежегодного конкурса сценариев игровых полнометражных фильмов «Вера, Надежда, Любовь»

## Отзывы современников
В своих фильмах Шиллер применяет длительное вглядывание, погружение в среду, в которой живёт герой, участвует в его делах, живёт его проблемами, оттого все герои фильмов становятся его друзьями, доверяют ему, всегда открыты и искренние на экране.
— Виктор Ватолин, киновед

Его фильмы, наполненные особым светом, удивительно похожи на своего создателя: проникновенные, глубокие, неторопливые, они внимательно вглядываются не в придуманную, а в реальную жизнь глубинной России, где всё ещё, вопреки передрягам последних десятилетий, сохраняются любовь и сострадание, восторг перед окружающей красотой и поистине человеческое отношение к жизни.
— Михаил Щукин, главный редактор журнала «Сибирские огни»